# Jamsetji Tata
Jamsetji Nusserwanji Tata (gujarâtî : જમ્શેત્જી નુંસ્સેર્વાનજી ટાટા), né le 3 mars 1839 à Navsari et mort le 19 mai 1904 à Bad Nauheim, était un homme d'affaires indien, connu pour son travail de pionnier dans l'industrie indienne : il a fondé ce qui allait devenir le Tata Group, mais également des institutions comme l'Indian Institute of Science ou la ville de Jamshedpur.
Jamsetji Tata est considéré comme le « père de l'industrie indienne ».

## Biographie
Jamsetji Tata a suivi des études au très réputé Collège Elphinstone de Bombay, dont il sort diplômé en 1858, un an après la révolte des Cipayes. Cette scolarité dans un bastion de la culture anglaise qui lui permettra plus tard de nouer de nombreux contacts en Angleterre, où il se rend en 1864 à l'âge de 25 ans et rencontre plusieurs industriels du coton. De cet épisode, il a gardé le mauvais souvenir des taudis de l'Angleterre ouvrière.
Il a fondé sa première entreprise textile en 1869 : il rachète un moulin à huile pour le transformer en atelier de coton, qu'il revend deux ans plus tard avant de réinvestir en 1874 dans une usine de coton.
En 1876, il installe la Central India Spinning Weaving and Manufacturing Company, à Nagpur, dans la zone de culture du coton, à 1 000 kilomètres de Bombay, qui sera sa plus grande réussite et permettra au groupe familial de se diversifier ensuite.

## Famille Tata
La famille Tata est issue d'une très ancienne tribu parsie arrivée de Perse en Inde au VIIIe siècle afin de fuir les invasions arabes. Jamsetji Tata était le fils de Nusserwanji Tata, né en 1822, qui émigra très jeune à Bombay et s'initia aux affaires chez un négociant anglais, où il apprit l'art d'exporter d'Inde du coton et de l'opium, ce qui permit de faire fortune lorsque les cours du coton ont quadruplé pendant la guerre de Sécession.
La société familiale disposait depuis 1859 d'une filiale de négoce à Hong Kong, Tata & Company, dirigée par le beau-frère de Nusserwanji Tata et l'oncle de Jamsetji Tata, Dadabhai Tata. Cette société de négoce achète thé, soie, camphre et cannelle chinois, échangés contre du coton et de l'opium indiens. Enrichie par la valorisation de ses stocks de coton, la famille détient également des intérêts dans de nombreuses petites filatures de la région de Bombay, qui s'assurent l'approvisionnement dans les zones de production indiennes, au moment où sont construites les premières lignes de chemin de fer.